# Tamaris (archéologie)
Pour les articles homonymes, voir Tamaris (homonymie).
Le site archéologique des Tamaris est le lieu d'un ancien village avatique (un peuple celto-ligure) situé dans le sud de l'actuelle commune de Martigues dans le département des Bouches-du-Rhône en France.

## Histoire
L'essentiel de son occupation date de la première moitié du VIe siècle av. J.-C. mais il semble avoir été fréquenté jusqu'au siècle suivant. De telles dates en font un des sites urbanisés le plus vieux de France et le plus vieux du Midi de la France.
À cette époque, la région avoisinante est occupée par d'autres villages et agglomérations d'importance diverse. Le village de L'Arquet, sur un cap quelques kilomètres plus à l'ouest, présente un caractère très similaire, mais une occupation plus courte. Les deux villages ont cependant cohabité. Plus au nord, s'étend alors l'oppidum de Saint-Blaise, d'origine celto-ligure,  où les étrusques installèrent un comptoir commercial. 
Tamaris perdit de son importance après l'arrivée des Phocéens à Marseille. Le village est  occupé l'espace de deux générations avant d'être abandonné.

## Fouilles archéologiques
Il a été fouillé pour la première fois en 1957 par Charles Lagrand. Depuis, les recherches ont repris sous l'égide de Sandrine Duval du Service archéologique de la Ville de Martigues de 1998 à 2004. Les fouilles ont révélé une agglomération de 1,5 à 2,5 hectares. Établi sur un cap long de plus de 200 mètres au-dessus de la Méditerranée, le village était protégé, du côté de la terre, par une double enceinte fortifiée.
Les fouilles de plusieurs maisons indiquent au moins deux modes de construction. Une série de constructions en matériaux périssables attestée par des trous de poteaux et une seconde série en dur avec des élévations en terre crue. Les maisons demeurées en place présentent généralement une pièce unique, plus rarement deux ou trois.
Enfin, la découverte de céramiques étrusques atteste la présence commerciale de ce peuple sur la côte française au VIe siècle av. J.-C., dont à Saint-Blaise.

### Les remparts
Le rempart nord, long d'environ 150 mètres, relie les falaises est et ouest. Il a une forme d'arc de cercle situé sur le point le plus haut du promontoire. C'est un mur simple dont la construction est massive et relativement irrégulière avec de brusques variations d'épaisseurs.
Le second rempart est long de 50 mètres et isole une pointe de 0,5 hectare à l'extrémité sud du cap. Il est composé d'un assemblage de pierres et de moellons liés par de l'argile. Une ouverture se situe vers l'extrémité ouest de la construction. La porte est constituée d'un système en chicane courbe gardé par de puissantes tours, formées d'accumulations de pierres, épaisses de 5,50 à 6 mètres. Un bastion polygonal (pentagone ou hexagone) est situé devant cette porte. Ses dimensions sont d'environ 6 × 7 mètres.
Ces deux remparts semblent avoir été bâtis aux alentours de 600 av. J-C. La raison de l'instauration d'une telle double muraille est inconnue même s'il semble qu'elle puisse être reliée à une ségrégation sociale entre les deux quartiers du village. Vers le milieu du VIe, la porte du second rempart est obstruée par un mur. La découverte de neuf pointes de flèches en bronze de type grec peut laisser à croire que ce réaménagement est dû à des contraintes militaires. Surtout que d'autres sites indigènes de la région connaissent aussi des signes de crise militaire. Cependant, il ne saurait être exclu que cette impasse soit un lieu de dépôt rituel d'objets métalliques, comme le suggère la découverte de nombreux objets (armilles en bronze, scories de bronze…). Dans ce cas, le comblement de la porte aurait été la conséquence d'un aménagement domestique.

### Les habitations

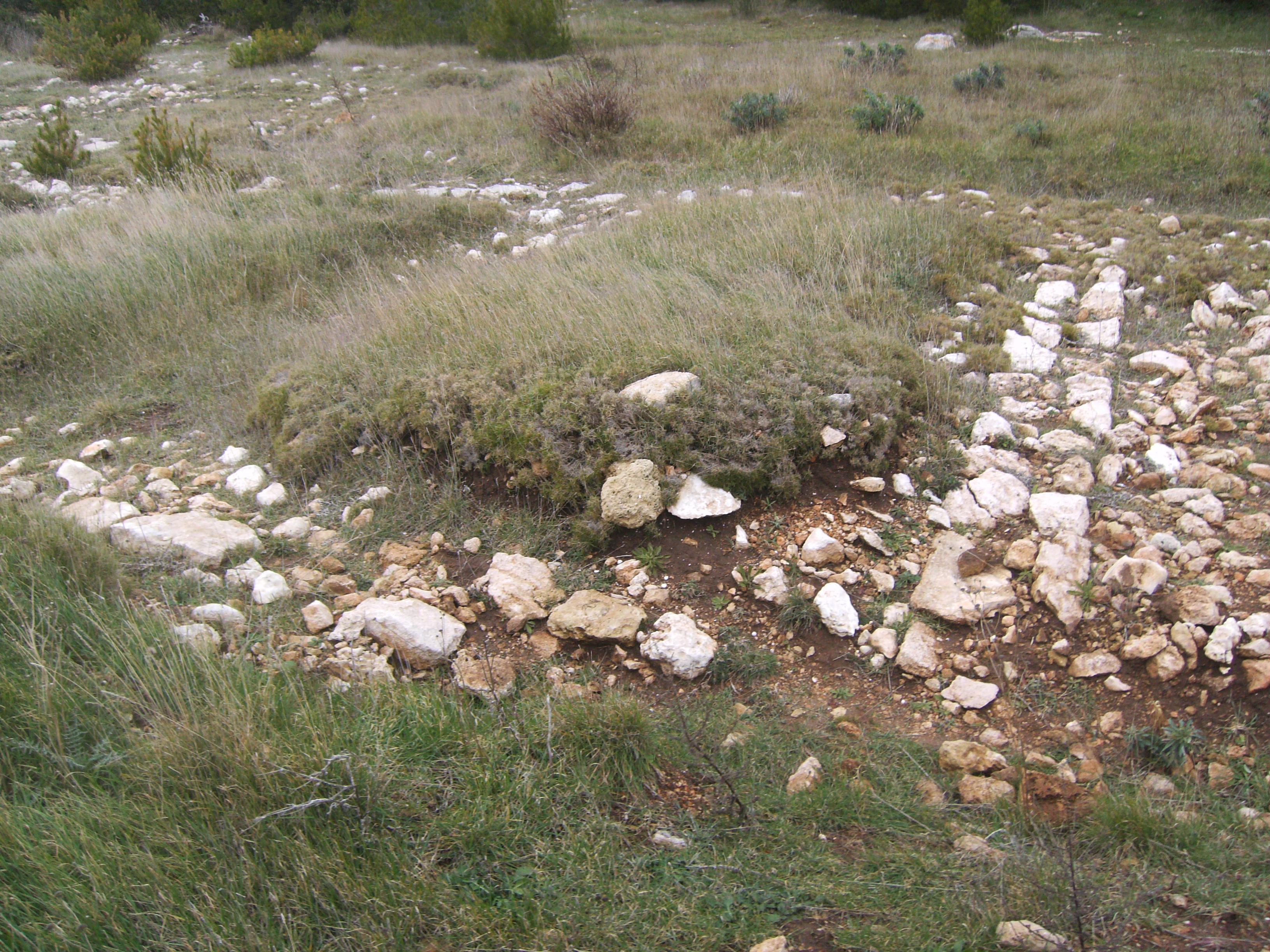
Vestiges des murs d'une habitation de la partie du site.

L'habitat suit les contraintes naturelles de l'éperon. La partie sud, initialement d'un demi-hectare, présente des constructions qui suivent longitudinalement le tracé des falaises formant deux rangées d'axe nord-sud. Au centre de celles-ci, le bâti est traversé de ruelles transverses et de maisons quadrangulaires avec peut-être une cour centrale. La partie nord présente une logique différente avec plusieurs grandes tranches de trente à cent maisons orientées est-ouest. Une grande diversité règne dans la partie nord notamment au niveau des voies de communication dont la largeur peut évoluer considérablement d'une tranche à une autre. L'idée d'une ségrégation sociale induite par le second rempart repose sur la différence d'habitations de part et d'autre de la ligne de défense. En effet, la partie nord présente principalement un habitat formé de maisons à pièce unique, que l'on retrouve dans d'autres villages avatiques comme à Castillon, alors que les unités domestiques du sud en comportent plusieurs.

### Les céramiques
Marseille semble avoir été la principale source de céramiques tournées du village des Tamaris. Quelques dizaines de céramiques fines issues des régions grecques et étrusques ont aussi été retrouvées. Quelques rares tessons à décor de cannelures, un fragment de coupe typique par son décor excisé et deux boutons en bronze à bélière.